# The Prisoner
The Prisoner (Prizonierul) este un serial britanic produs între anii 1967–1968. 
Serialul, care a avut 17 episoade de câte 48 de minute, a fost produs după scenariul scris de George Markstein și Patrick McGoohan, filmul fiind un amestec de ficțiune și groază. Rolul principal este jucat de actorul american Patrick McGoohan.

## Acțiune
La începutul fiecărui episod este prezentat un rezumat al episodelor anterioare. Acțiunea serialului începe cu un agent secret britanic care își demisia, în urma unui conflict cu șeful său. În timp ce-și împachetează lucrurile din birou, el este narcotizat de un individ de la pompele funebre, îmbrăcat în frac și cu joben. Agentul constată la trezire din narcoză, că se află într-un lagăr bine păzit cu deținuți, iar el poartă numărul 6. Încercările sale de a afla locul detenției sau de evadare eșuează, el fiind supus unor acțiuni de ștergere a memoriei. Fostul agent caută să rămână lucid, în ciuda tratamentelor la care este supus.

## Episoade
1. „Arrival“
2. „Free For All“
3. „Checkmate“ (titlu inițial: „The Queen’s Pawn“)
4. „Dance Of The Dead“
5. „The Chimes Of Big Ben“
6. „Once Upon A Time“ (titlu inițial: „Degree Absolute“)
7. „The Schizoid Man“
8. „It’s Your Funeral“
9. „A Change Of Mind“
10. „A, B and C“
11. „The General“
12. „Hammer Into Anvil“
13. „Many Happy Returns“
14. „Do Not Forsake Me Oh My Darling“ (titlu inițial: „Face Unknown“)
15. „Living In Harmony“
16. „The Girl Who Was Death“
17. „Fall Out“

## Distribuție
Actorii principali ai serialului după numărul de episoade în care au jucat sunt
- Patrick McGoohan ca Deținutul nr. 6 (17 episoade)
- Angelo Muscat ca The Butler (14 episoade)
- Peter Swanwick ca Supervisor (8 episoade)
- Leo McKern ca Deținutul nr.2  (3 episoade)
- Colin Gordon ca Deținutul nr.2 (2 episoade)
- Denis Shaw ca The Shop Keeper (2 episoade)
- Fenella Fielding ca Operator (6 episoade)
- Frank Maher ca McGoohan's  (17 episoade)

Crew
- Don Chaffey … Director (4 episoade)
- Peter Graham Scott … Director (1 episode)
- David Tomblin … Director (2 episoade)